# Преллер, Фридрих (старший)
Фридрих Преллер Старший (нем. Johann Christian Ernst Friedrich Preller der Ältere; 25 апреля 1804, Эйзенах — 23 апреля 1878, Веймар) — немецкий живописец-пейзажист, мастер офорта и художник-декоратор. С 1844 года — профессор Герцогской рисовальной школы в Веймаре.

## Биография

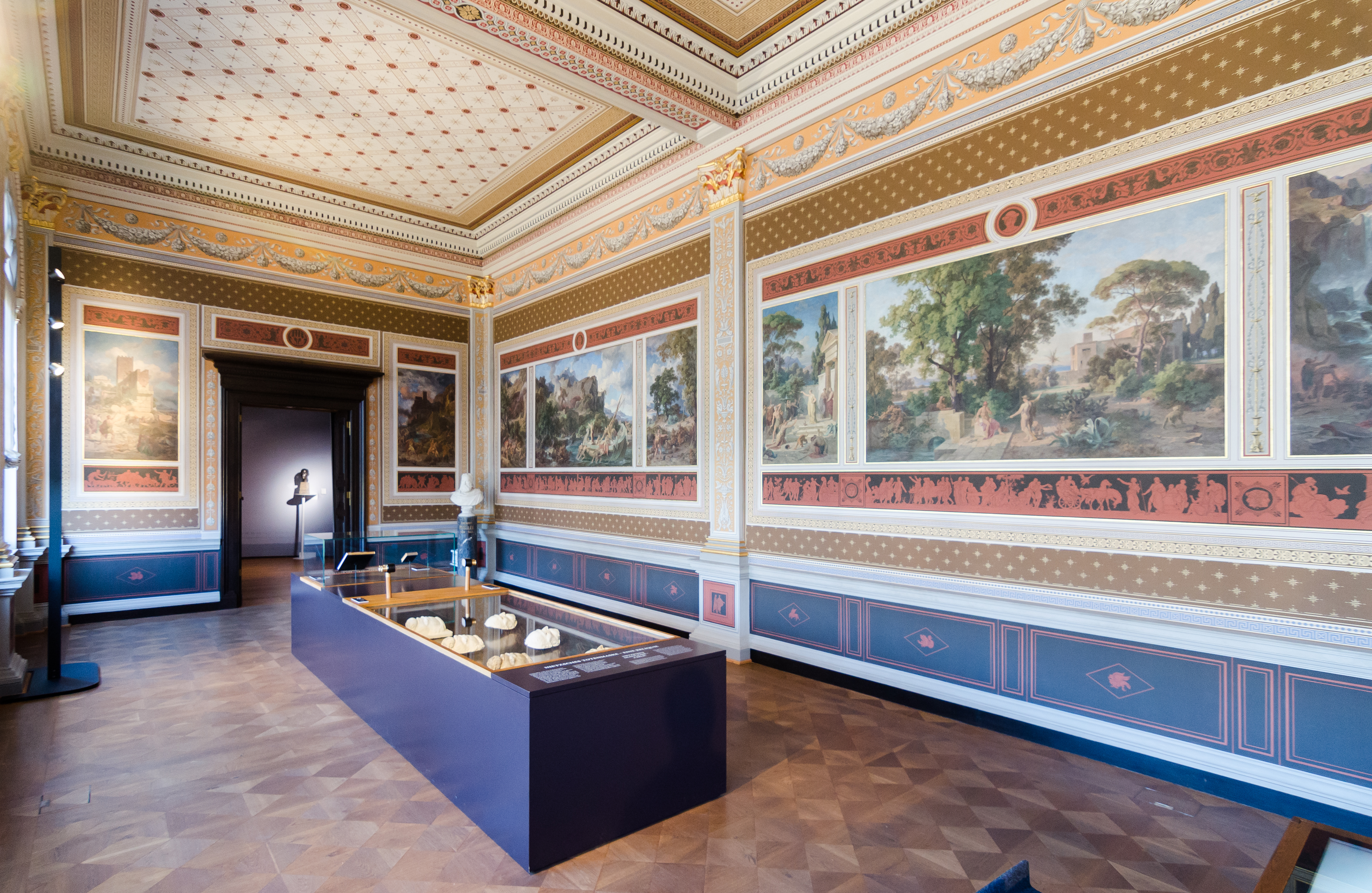
Зал с фресками на сюжеты «Одиссеи» Гомера. «Римский дом», Лейпциг

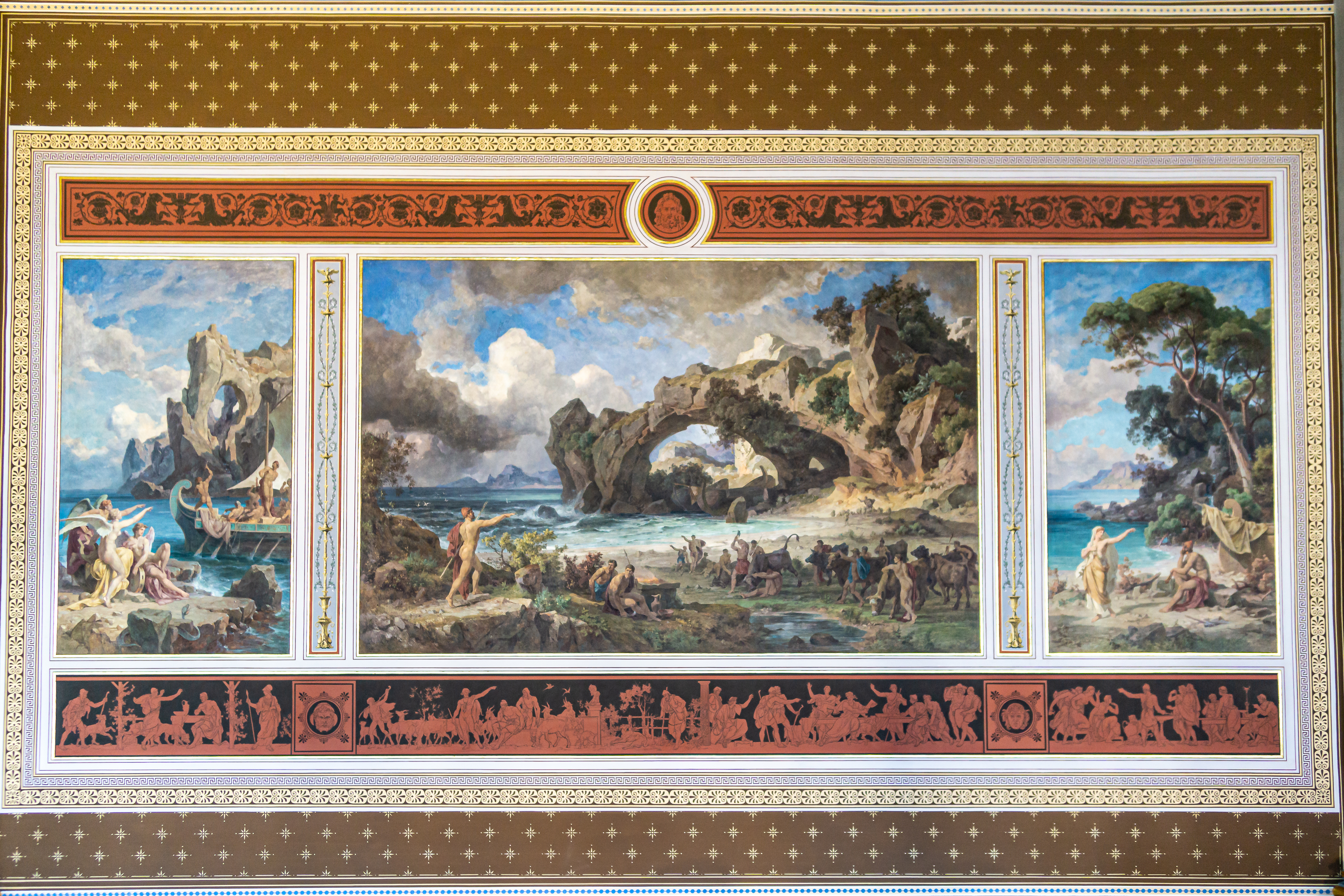
Одна из фресок на сюжеты «Одиссеи» Гомера. «Римский дом», Лейпциг

Фридрих Преллер родился в Эйзенахе. Он был вторым из пяти детей в семье кондитера. В октябре 1804 года семья переехала в Веймар, где отец получил работу в придворной кондитерской.
В Веймаре Преллер посещал сперва гимназию, а затем — Герцогскую рисовальную школу (1814—1821). После окончания Рисовальной школы, по протекции Гёте, Преллер сумел продолжить образование в Дрезденской академии изобразительных искусств, за счёт стипендии, выделенной владетельным герцогом Веймара Карлом Августом.
В 1824 году художник сопровождал герцога Карла Августа в его поездке в Нидерланды, где поступил в Королевскую академию изящных искусств в Антверпене.
В 1827—1831 годах Преллер совершил образовательное путешествие по Италии. В 1831 году он вернулся в Веймар, где, 23 марта 1832 года, на следующий день после смерти Гёте, ему поручили нарисовать поэта на смертном одре. В 1840 году Преллер посетил Норвегию, где им был написан ряд пейзажей. В поездке его сопровождали ученики: Фердинанд Конрад Беллерманн (нем.), Карл Гуммель и Сикст Армин Тон (нем.).
В 1844 году Преллер стал профессором Веймарской рисовальной школы, которую сам окончил, и придворным художником при Саксен-Веймар-Эйзенахском дворе. В 1868 году стал директором Рисовальной школы. Работая в Веймаре, продолжал совершать путешествия в поисках натуры для пейзажей, самым длительным из которых было трёхлетнее пребывание в Италии на рубеже 1860-х годов.
В 1868 году Преллер построил для себя и своей семьи виллу в фешенебельном район Веймара по адресу Бельведерер Аллее (нем.), 8.
Преллер принимал активное участие в создании в Веймаре публичного Великогерцогского музея, который сегодня известен, как Новый музей. По случаю открытия музея в 1869 году художник удостоился ряда наград: стал почётным гражданином города Веймара и действительным членом Прусской академии художеств, и, кроме того, был награждён баварским орденом Максимилиана. В Новом музее в зале Преллера установлен бюст художника.
Фридрих Преллер Старший скончался в Веймаре в 1878 году, за два дня до своего 74-летия и был похоронен на Новом кладбище. Бронзовый рельеф надгробия с портретом художника создал скульптор Адольф фон Донндорф. Надгробие Преллера стоит вплотную к стене, разделяющей Новое и Историческое кладбища (нем.).

## Творчество

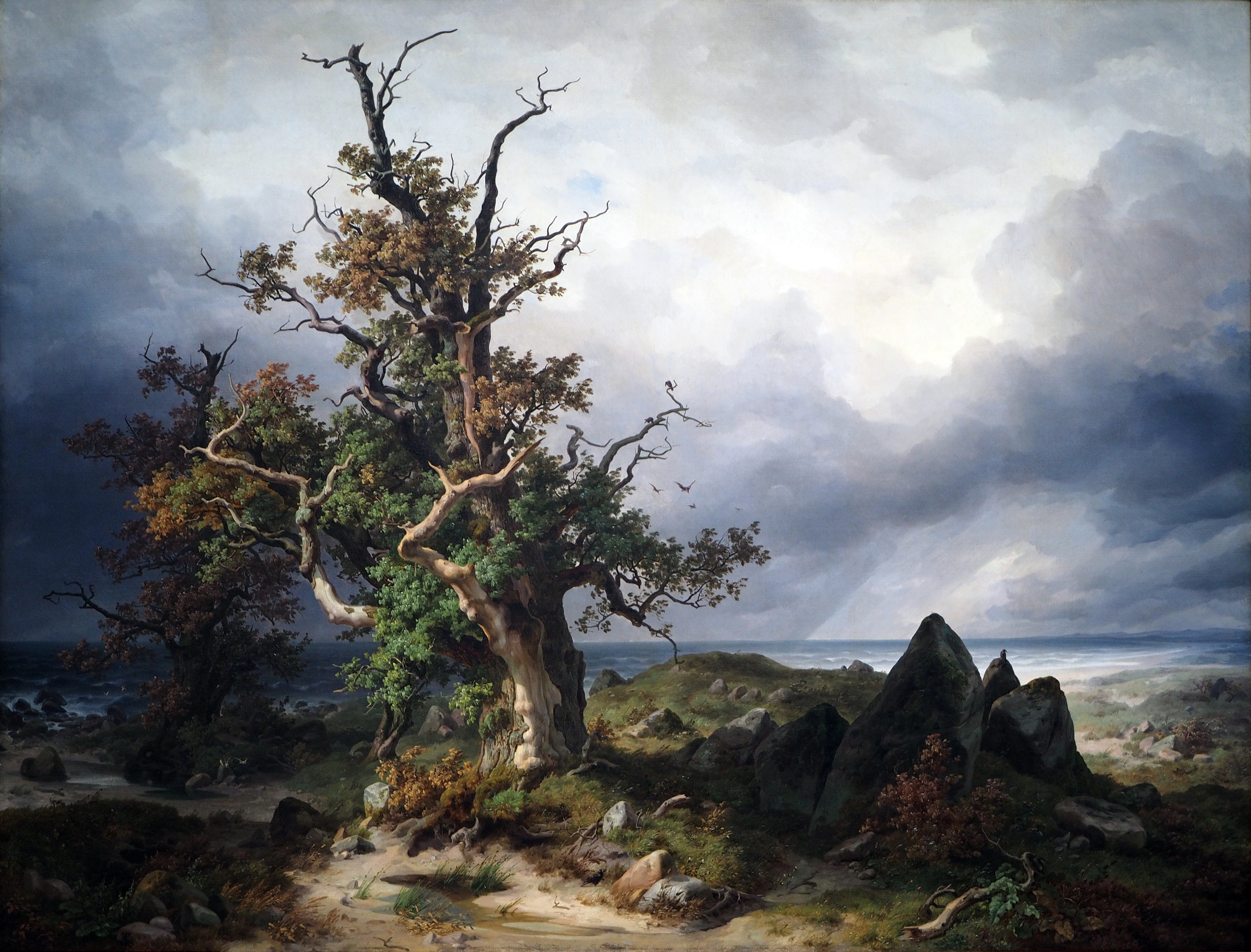
Мегалиты на острове Рюген. 1843. Восточногерманская галерея, Регенсбург

В 1834—1836 годах Преллер выполнил темперой шесть картин «в римском стиле» на сюжеты «Одиссеи» Гомера для так называемого «Римского дома» в Лейпциге, которые считаются самым известным его произведением. В 1836—1837 годах художник писал пейзажи со сценами из поэмы Виланда «Оберон» для украшения зала Виланда в Веймарском замке, а в 1836—1848 годах — шесть фресок на сюжеты из истории Тюрингии по заказу великой княгини Марии Павловны Романовой, супруги следующего владетельного герцога — Карла Фридриха.
Помимо этого, Преллер создал целый ряд пейзажей, мастерски исполненных рисунков и несколько портретов. В 1840 году Преллер посетил Норвегию. По мотивам этого путешествия он написал несколько картин, некоторые из которых и поныне хранятся в Веймаре. В 1859 году он повторно посетил Италию, а по возвращении в 1861 году завершил для великокняжеского музея фрески на сюжеты «Одиссеи».
Слава Преллера и его вклад в немецкую живопись XIX века сохранялись ещё долго после его смерти. Свидетельством тому является празднование 100-летия со дня его рождения 25 апреля 1904 года, на которое в Веймар съехались художники со всей Германии.
Именем Преллера названы улицы в Лейпциге, Эйзенахе, Веймаре и Берлине (район Шёнеберг).

## Семья
В 1834 году Фридрих Преллер женился на Мари Эриксен (1811—1862). В браке родилось трое сыновей: Эрнст (1835—1925), Эмиль (1836—1893) и Фридрих (младший) (1838—1901), которые учились живописи у своего отца. Весной 1864 года, через два года после смерти первой жены, Преллер женился вторично на Дженни Венцки (1834—1906). Детей во втором браке не было.
Помимо сына, Фридриха Преллера Младшего, художником были ещё, по меньшей мере, двое родственников Фридриха Преллера Старшего: Луис Преллер (нем.; 1822—1901) и Юлиус Преллер (нем.; 1834—1914).

## Галерея

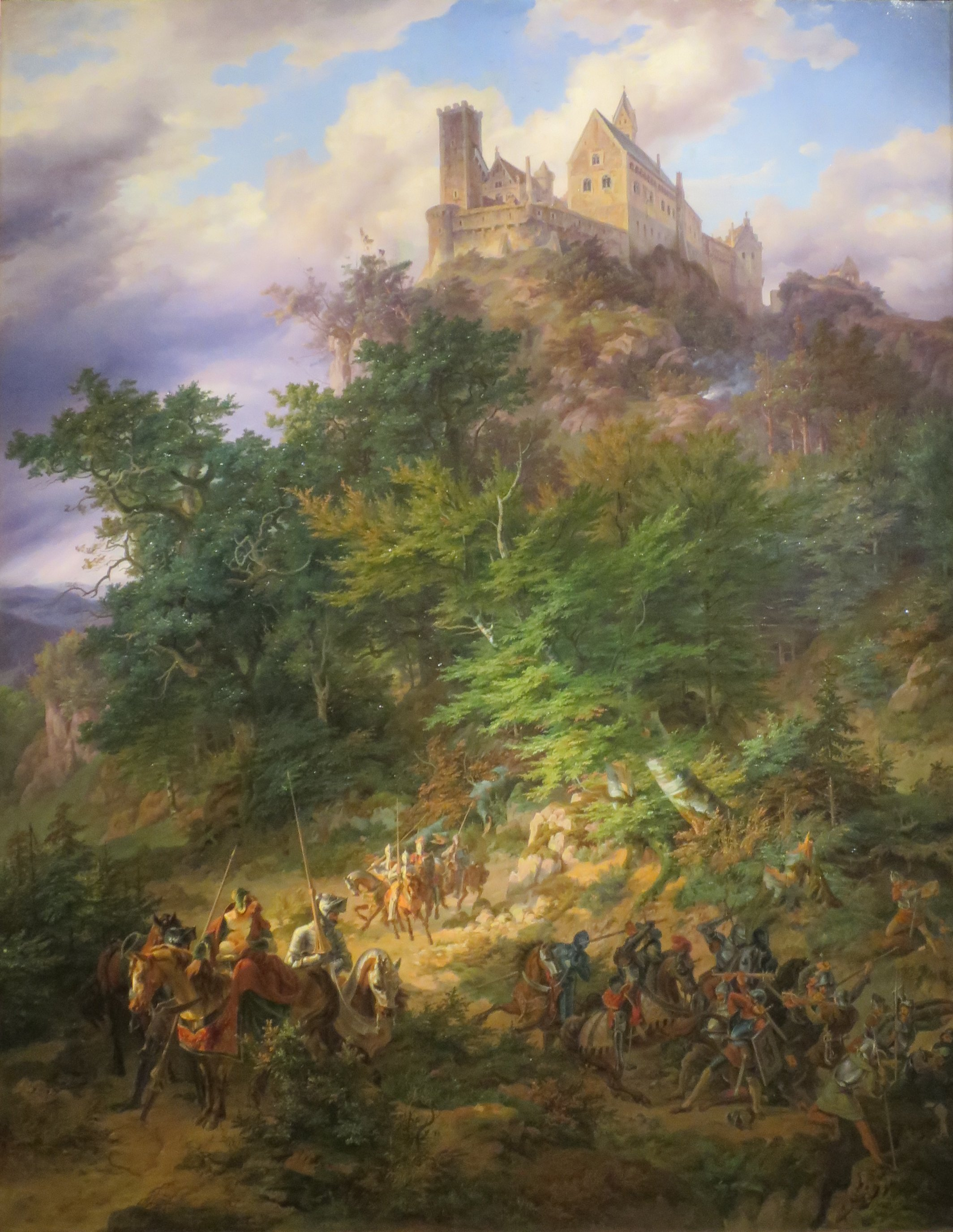
Замок Вартбург. 1836. Государственный музей изобразительных искусств им. А. С. Пушкина, Москва
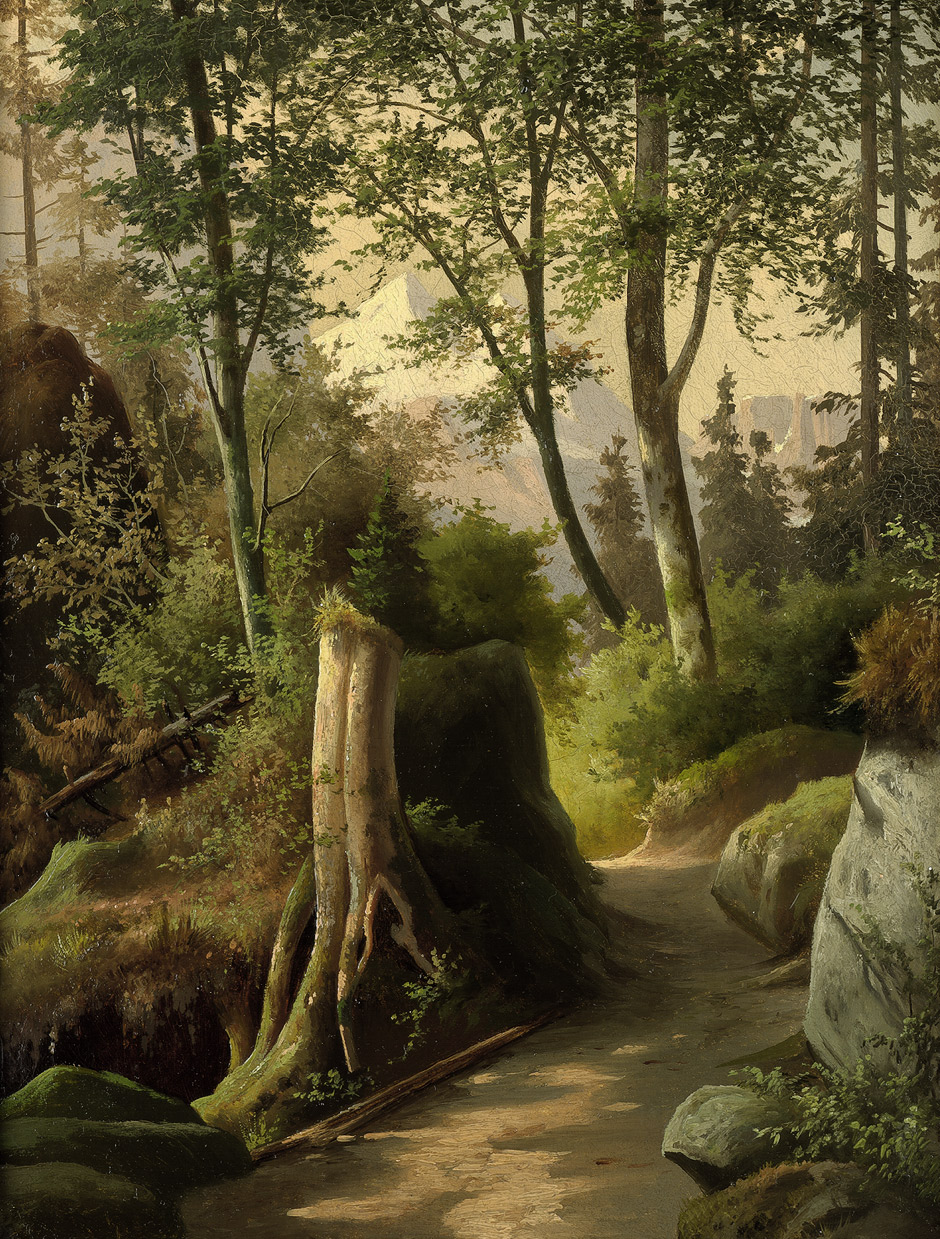
Вид на озеро Блаузе в Бернских Альпах.  Картон, масло. Частное собрание
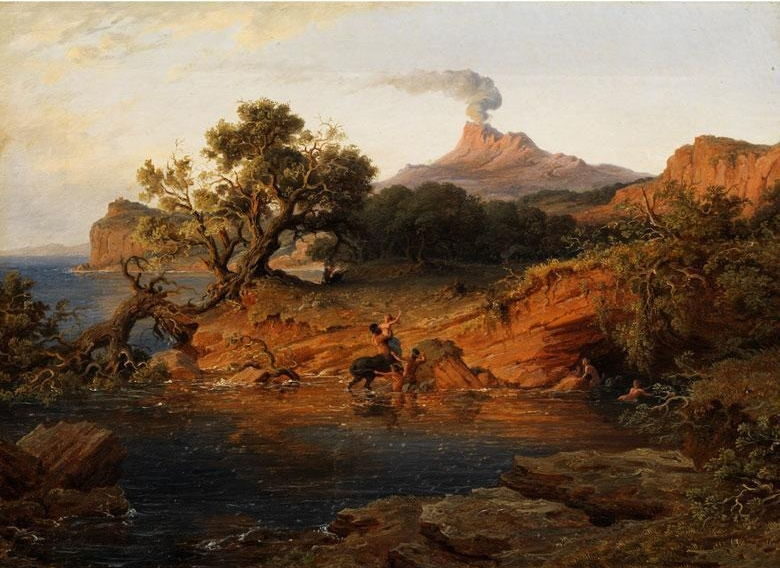
Похищение Прозерпины. Частное собрание
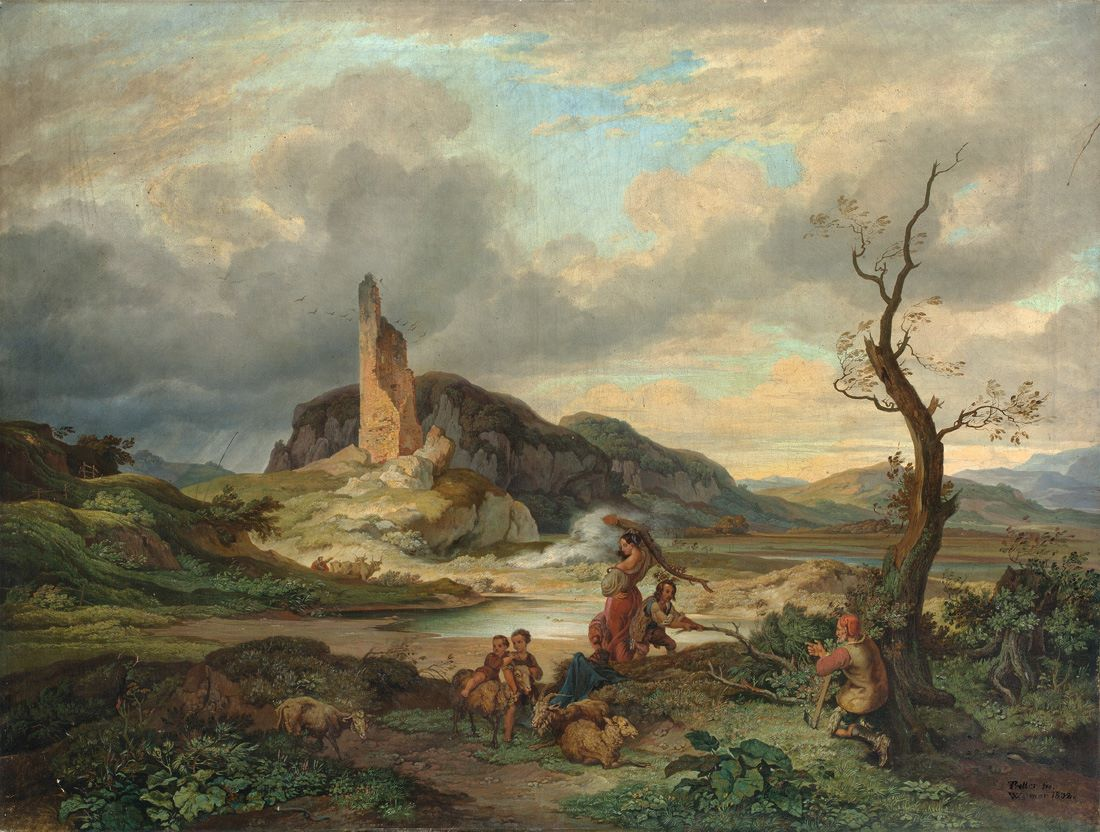
Торре ди Квинто в окрестностях Рима. 1832. Частное собрание
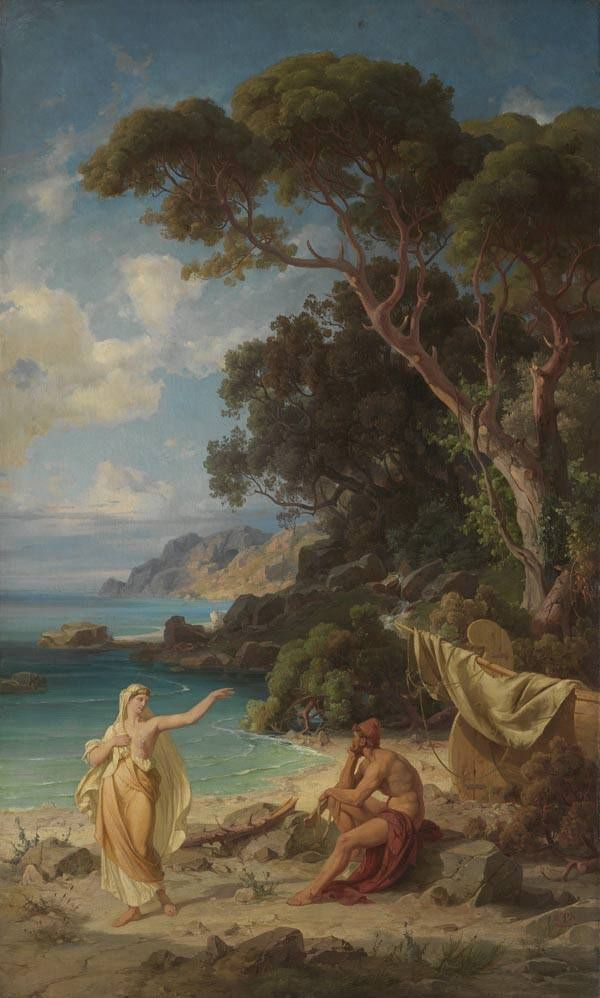
Одиссей прощается с Калипсо. 1864. Баварские государственные художественные собрания, Мюнхен
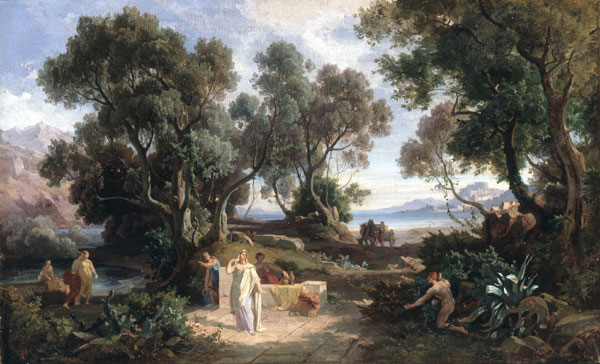
Одиссей обращается к Навсикае за помощью. Между 1863 и 1865. Холст, энкаустика. Художественная галерея Киля, Киль, Германия
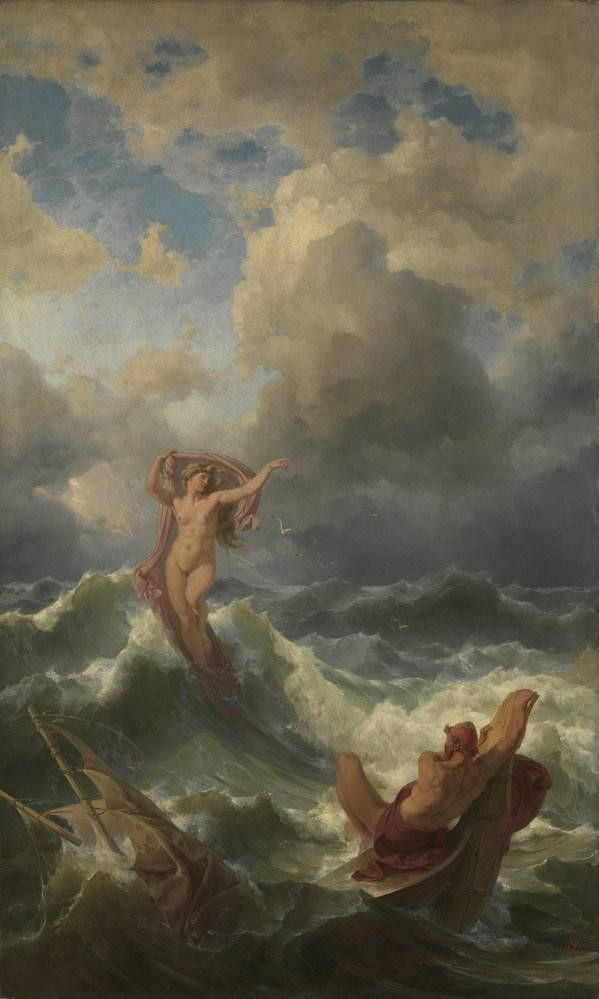
Левкофея является Одиссею во время бури. 1863. Баварские государственные художественные собрания, Мюнхен
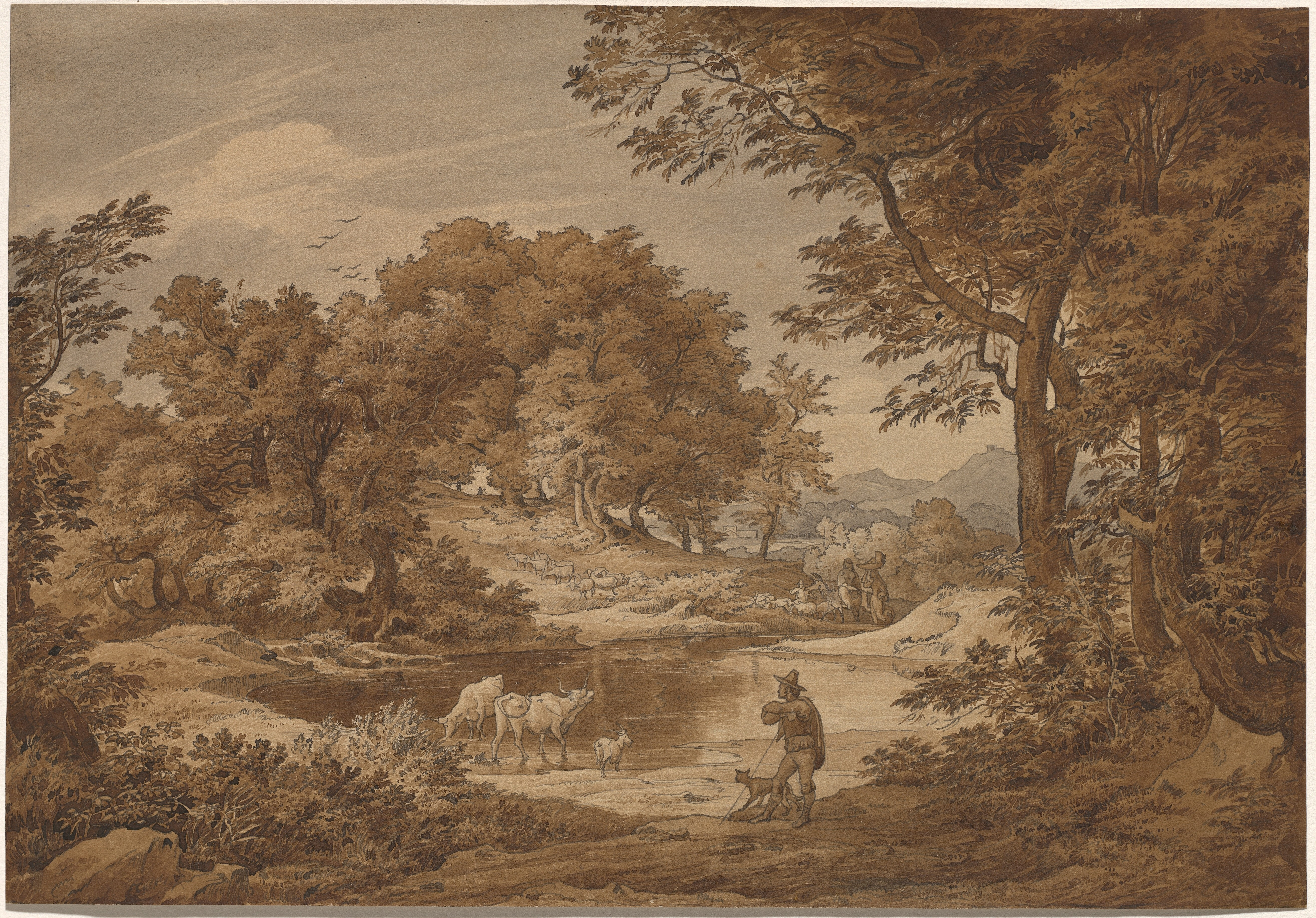
Итальянский пейзаж с пастухами.  Ок. 1831. Рисунок (бумага, тушь, сепия, перо, кисть). Национальная галерея искусств, Вашингтон, округ Колумбия (фонды)
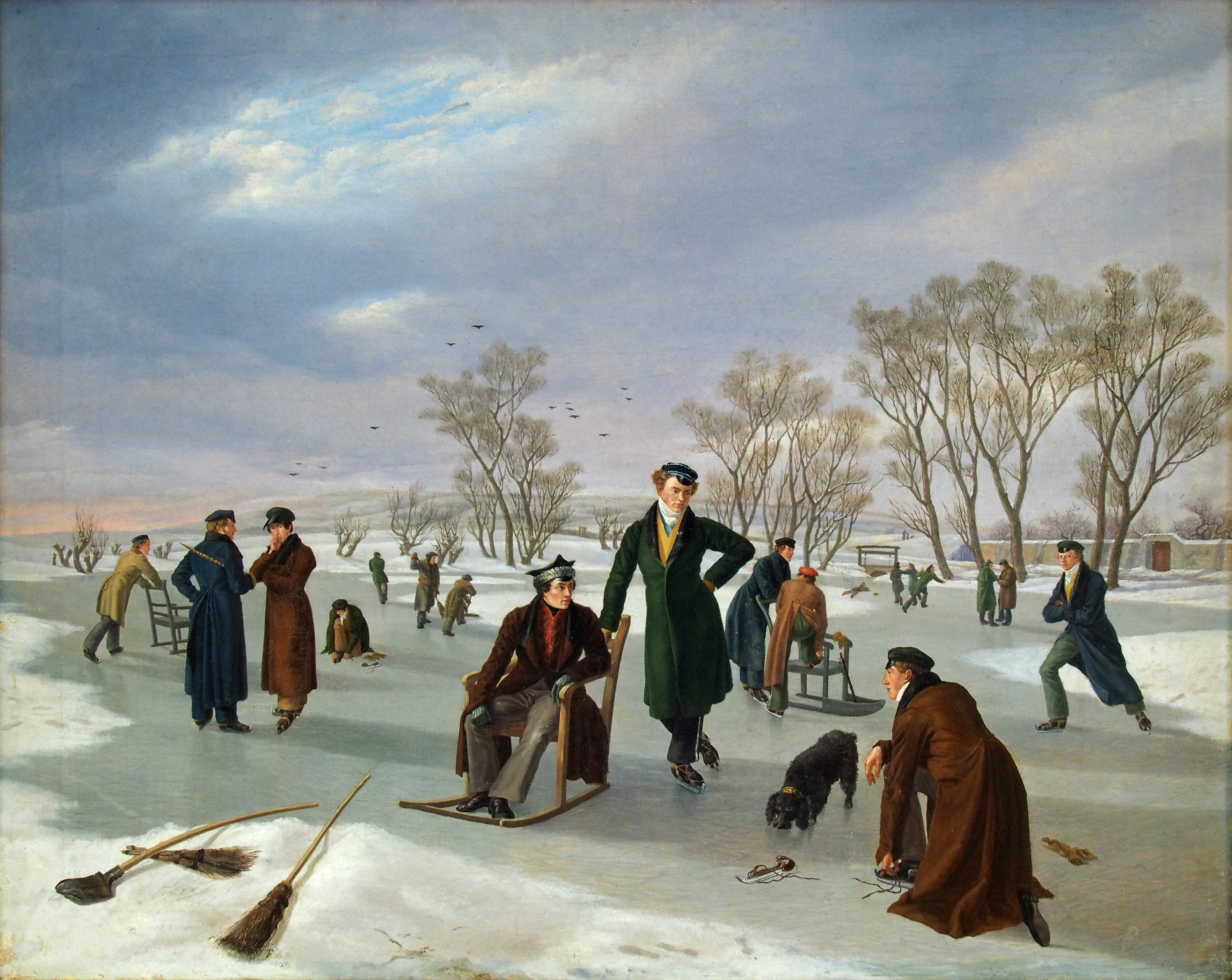
Катание на коньках. 1824. Веймарский замок-музей
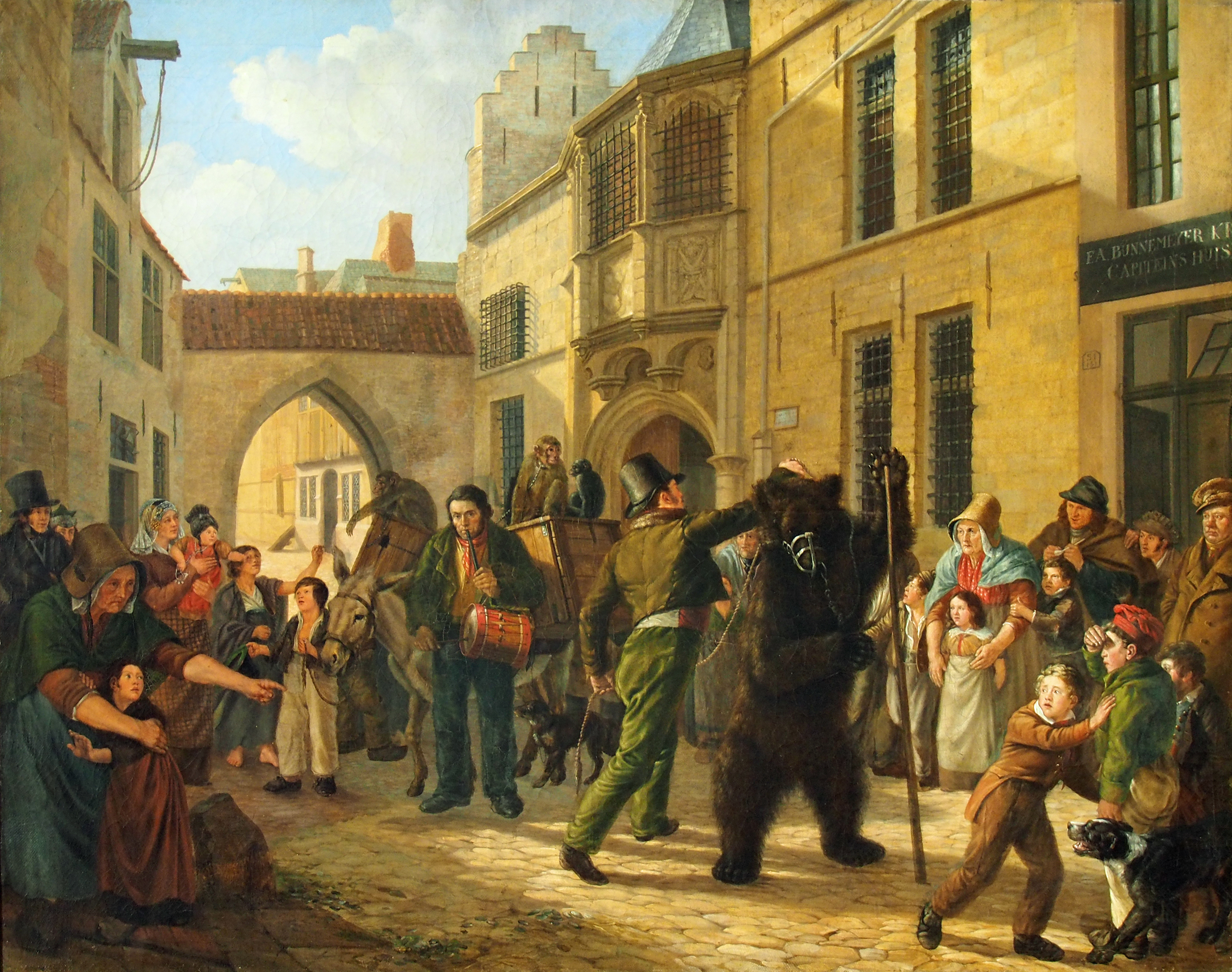
Вождение медведя. 1824. Веймарский замок-музей
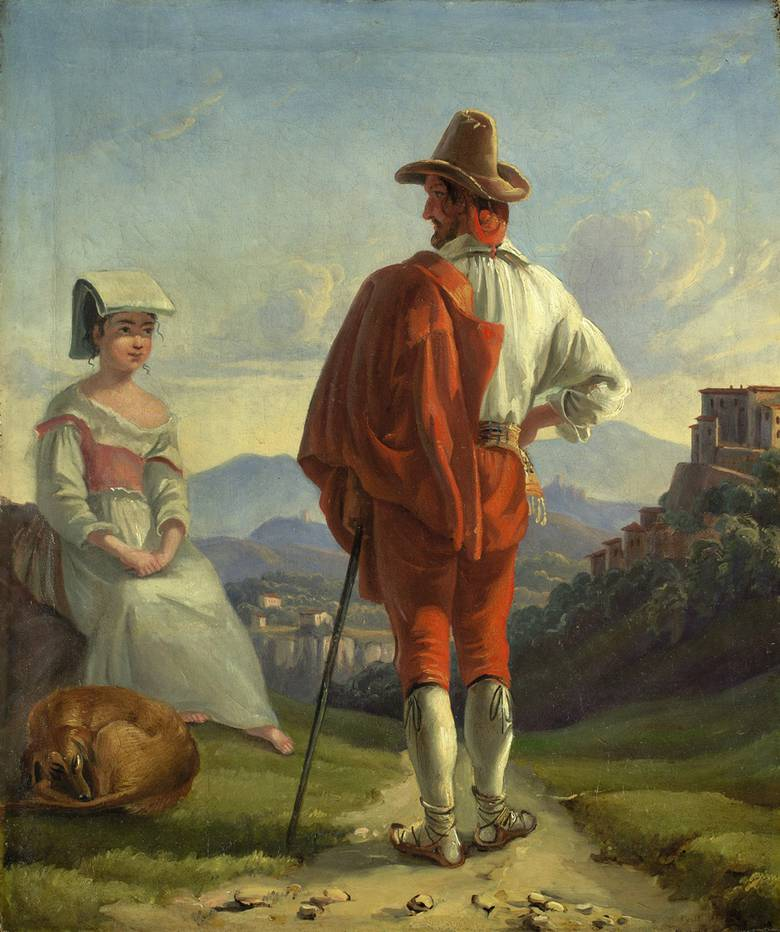
Встреча (итальянец и итальянка в национальной одежде). 1878. Холст, масло. Частное собрание
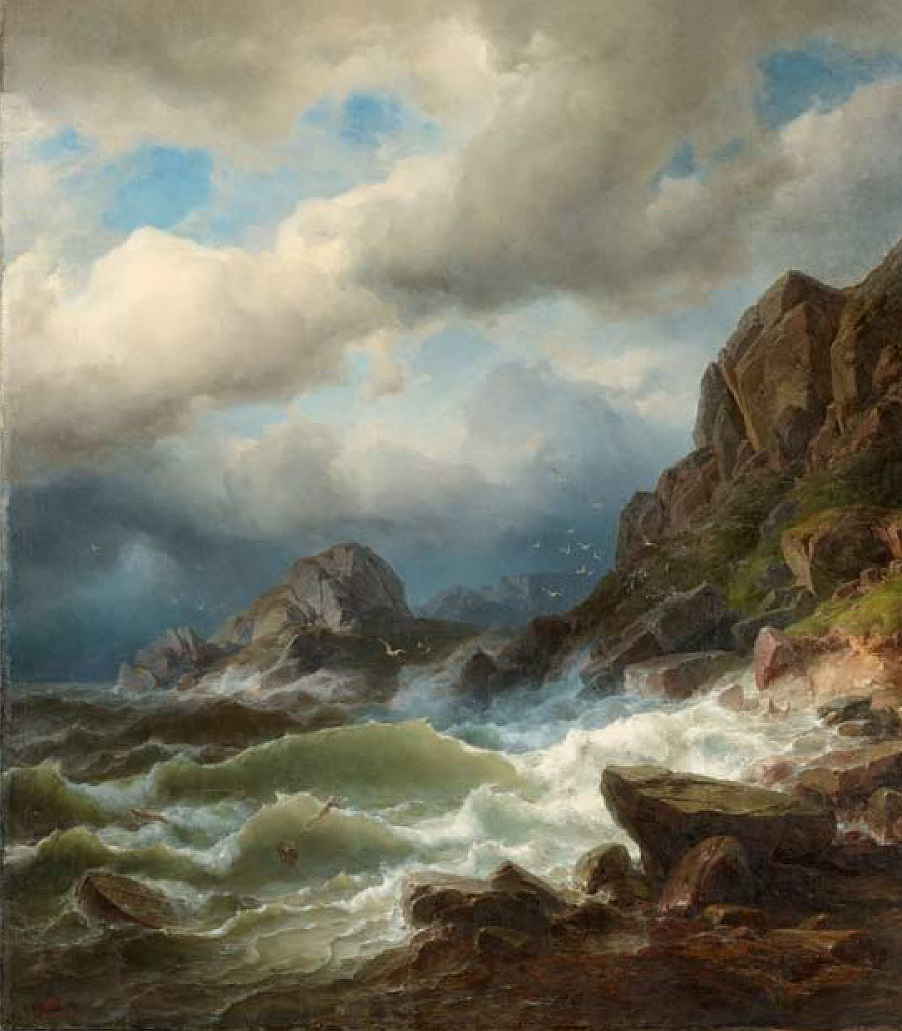
Прибой. 1856. Холст, масло. Музей изобразительных искусств, Лейпциг
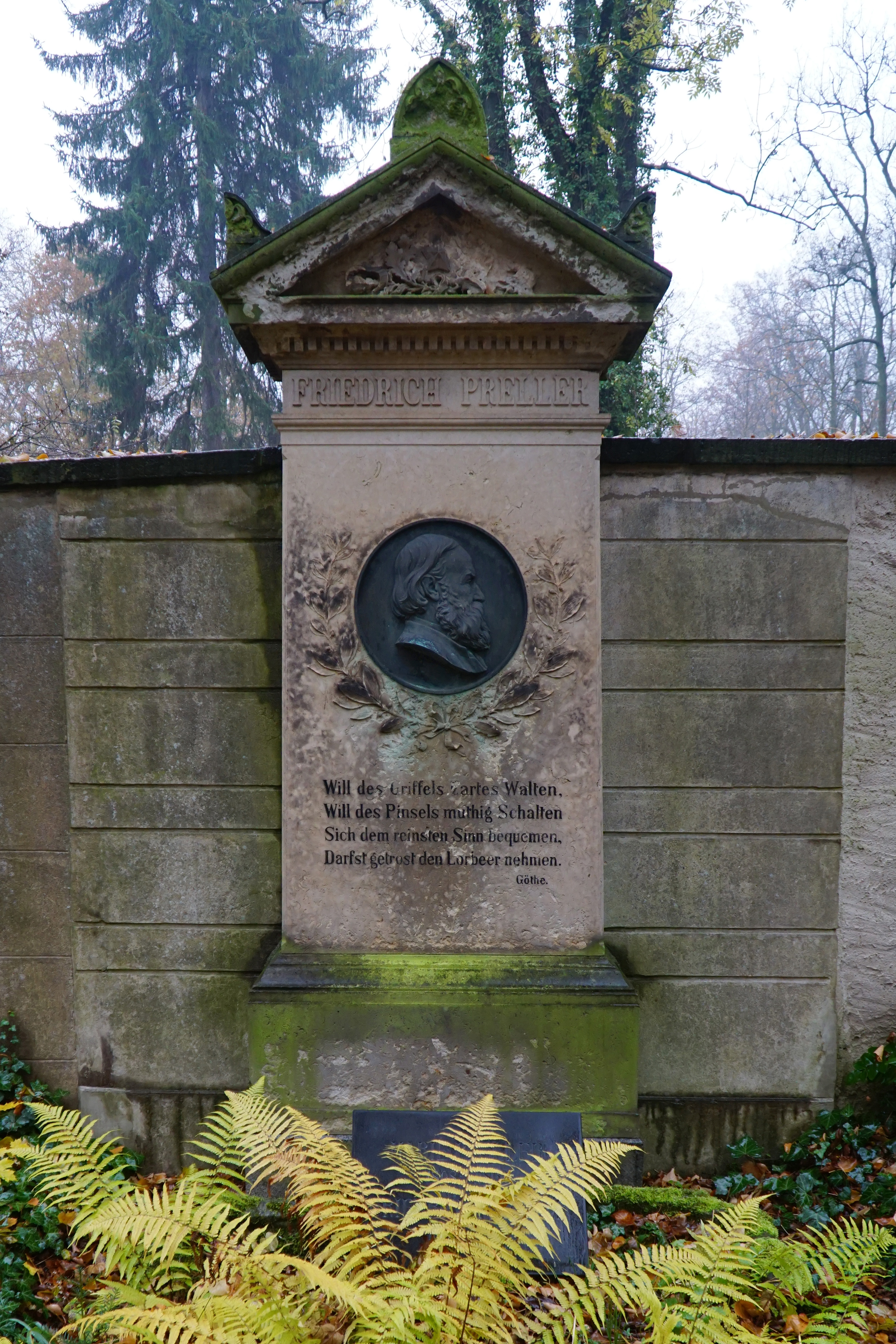
Надгробие Преллера. Автор барельефа — Адольф фон Донндорф.
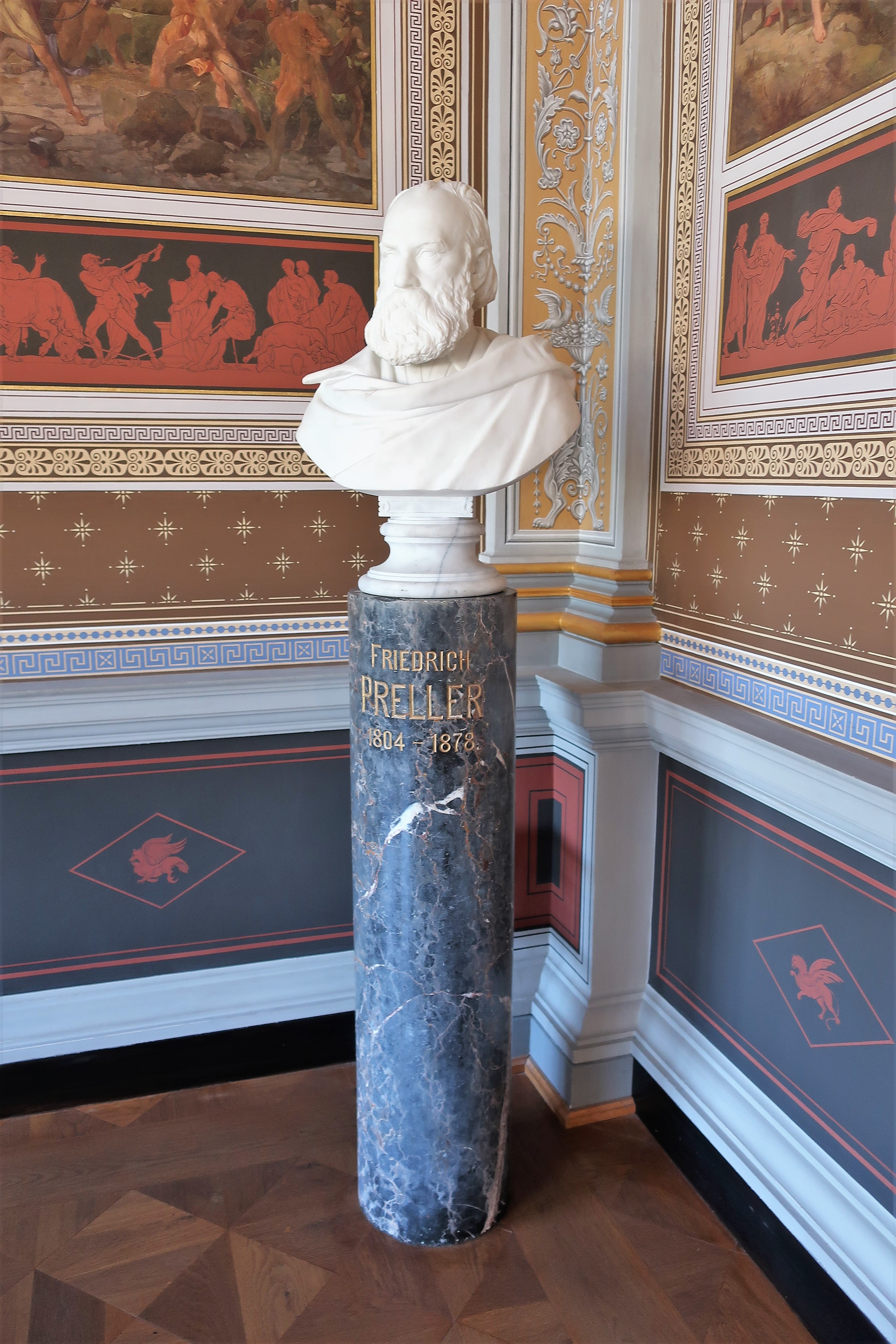
Бюст Преллера в веймарском Новом музее.
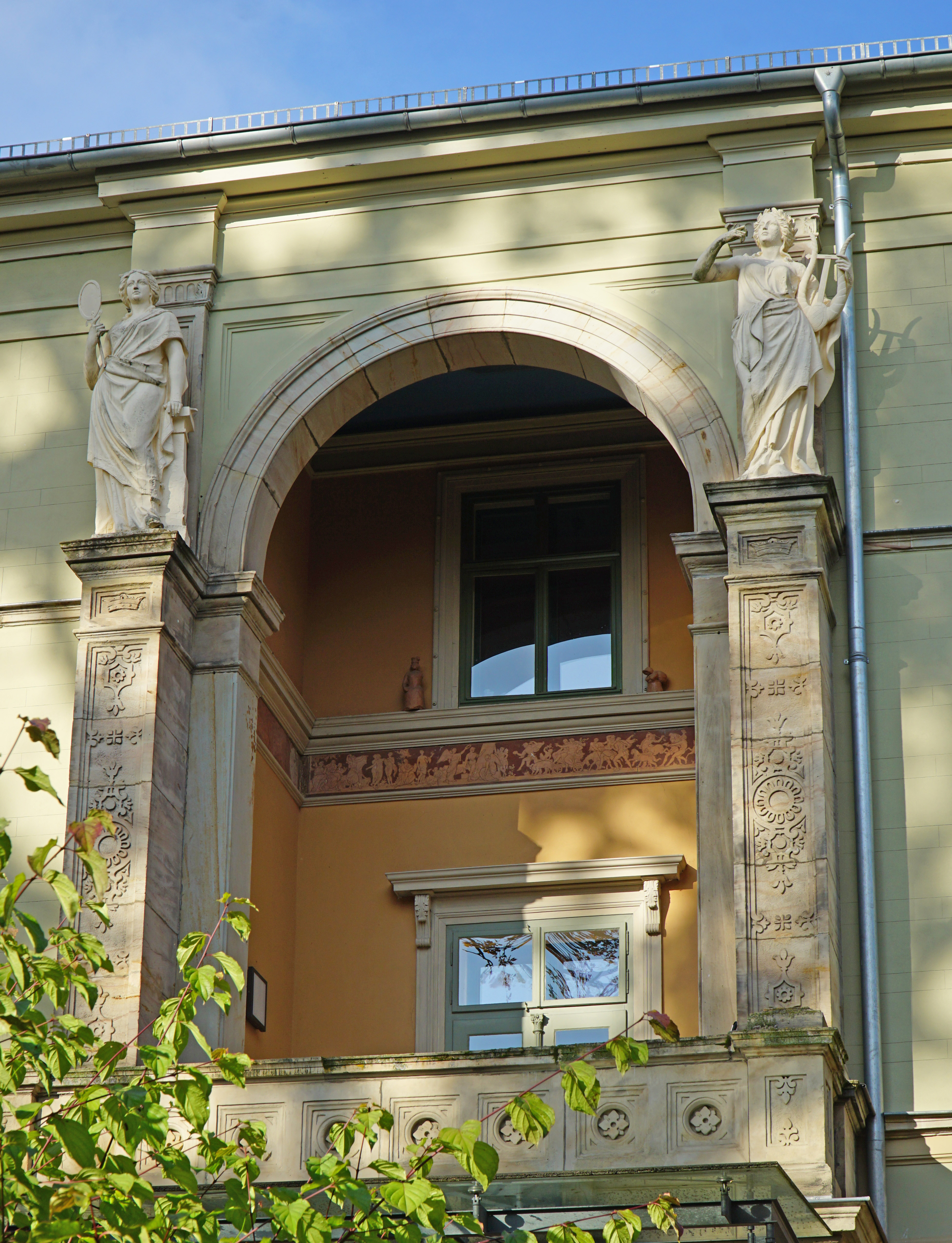
Вилла Преллера в Веймаре. Фрагмент фасада.
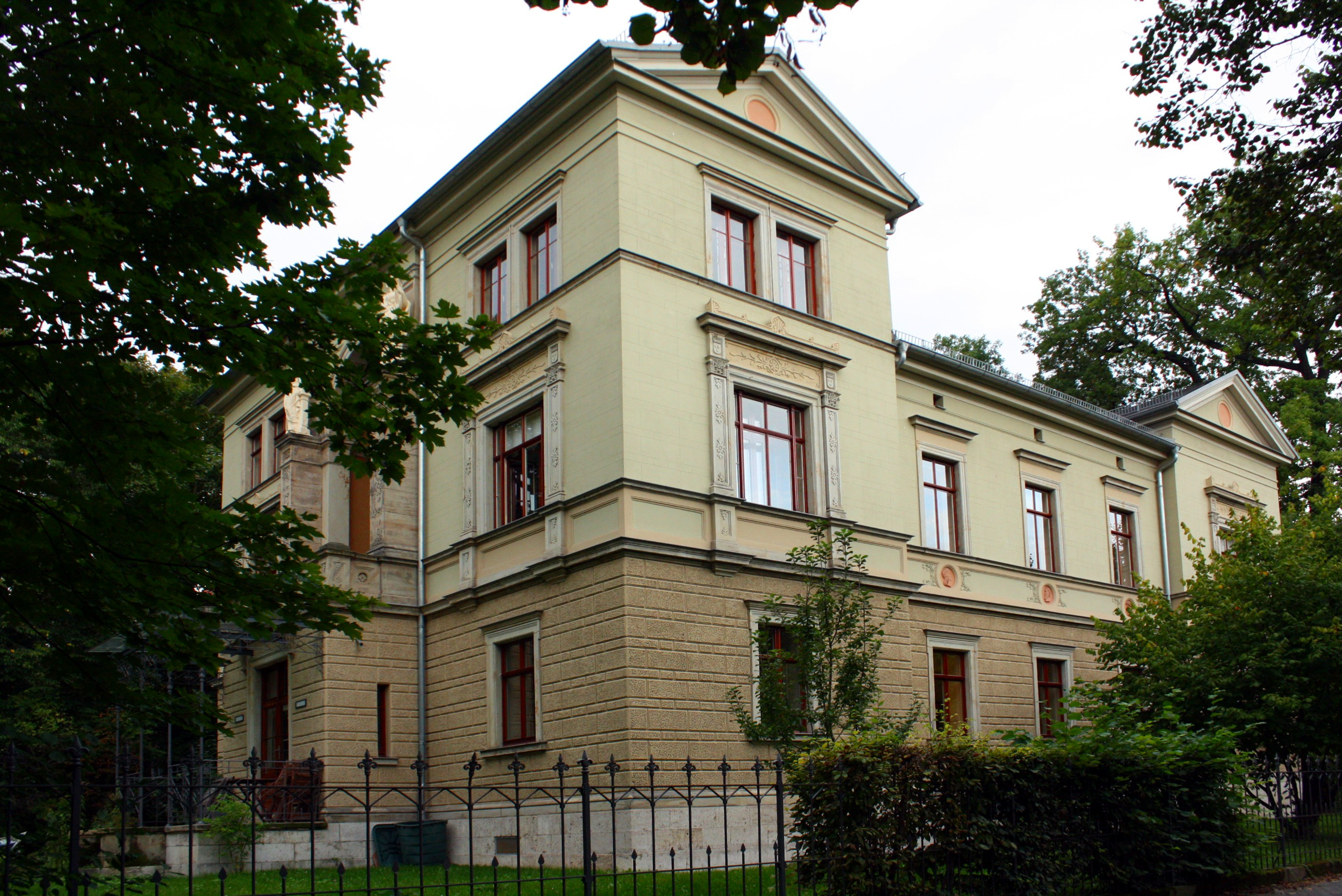
Вилла Преллера. Общий вид.